# Карентино
Карентѝно (на италиански: Carentino; на пиемонтски: Carentèn, Карентен) е село и община в Северна Италия, провинция Алесандрия, регион Пиемонт. Разположено е на 160 m надморска височина. Населението на общината е 341 души (към 2010 г.).